# Society for Effecting the Abolition of the Slave Trade

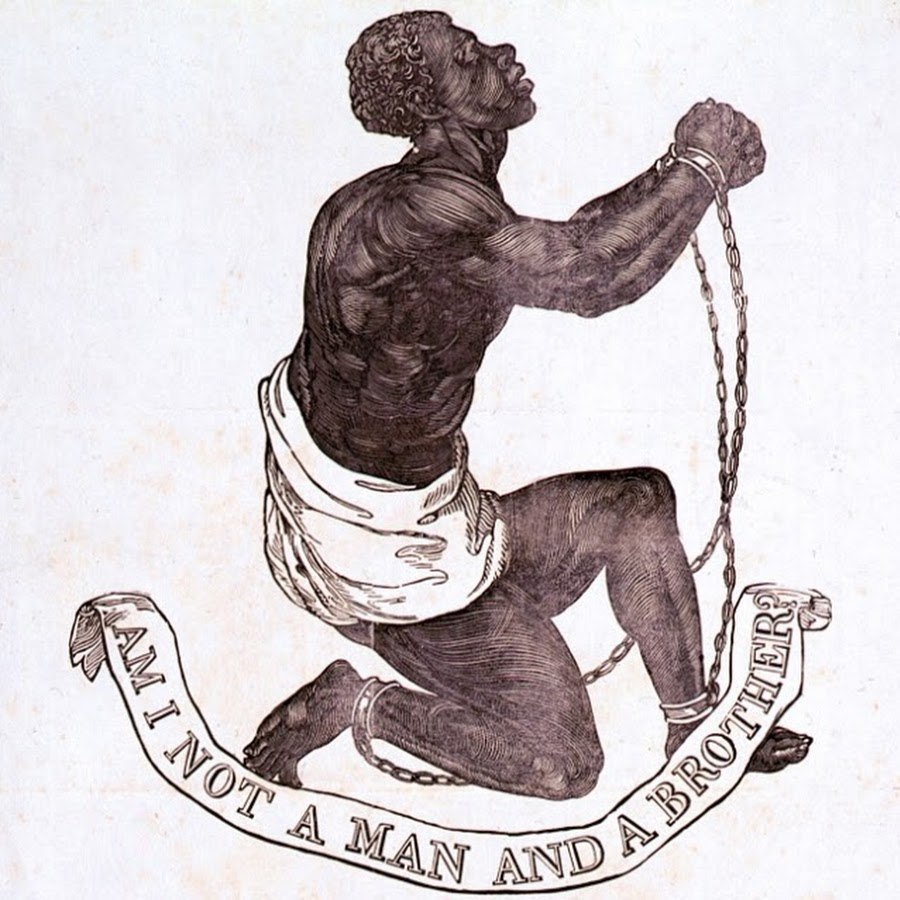
Official medallion of the British Anti-Slavery Society (1795)

Society for Effecting the Abolition of the Slave Trade eller The Society for the Abolition of the Slave Trade, var en brittisk abolitionistförening, grundad 1787. 
Den grundades av tolv män i London 22 maj 1787, och arbetade för att påverka opinionen mot slavhandeln genom upplysning och information. Bland dess mest kända företrädare fanns Thomas Clarkson, som även hjälpte till att grunda en fransk motsvarighet året därpå, Société des amis des Noirs.  
Sällskapet lyckades med sitt mål då den brittiska slavhandeln avskaffades år 1807. Den efterträddes 1823 av Anti-Slavery Society, vars mål var att avskaffa slaveriet, och som 1839, när slaveriet hade avskaffats i det brittiska imperiet, omvandlades till Anti-Slavery International för att avskaffa slaveriet globalt.